# Калачики вирізані
Калачики вирізані (Malva excisa) — вид рослин з родини мальвових (Malvaceae), поширений у Молдові й Україні.

## Опис
Багаторічна рослина 40(80)–120 см. Рослина без мускусного запаху, вкрита зірчастими, притиснутими волосками. Плодів 18–22, сітчасто-зморшкуватих, голих.

## Поширення
Поширений у Молдові й Україні; натуралізований у Білорусі, Естонії, Латвії, Литві, Росії.
В Україні вид зростає на луках, узліссях лісу, серед чагарників, біля доріг і будинків — рідко в лісових і лісостепових районах (виключаючи Крим).